# Nature morte (Honegger)
Pour les articles homonymes, voir Nature morte (homonymie).
Nature morte (H. 11) d'Arthur Honegger est une œuvre vocale composée en 1917 sur une poésie éponyme de Fritz-René Vanderpyl, éditée par Salabert.

## Genèse
Alors que le Conservatoire retient l'attention du compositeur en ce début d'année 1917. Le jour de l'An voit l'achèvement du Prélude pour Aglavaine et Sélysette et en avril, il achève la Rhapsodie pour deux flûtes, clarinette et piano. Il compose également des mélodies, L’Adieu en janvier et Saltimbanques en mars, toutes deux faisant partie des Six Poèmes tirées d’Alcools de Guillaume Apollinaire. En février 1917, il compose Nature morte qui sera publiée dans le numéro 2 de la revue L’Arbitraire en juillet 1919 avec la mention « musique de Honniger »,,.

## Analyse et structure
Sa durée d'exécution est d'environ 2 minutes. La mélodie évoque une table garnie de fruits et d'une unique fleur. 

## Partitions
- « Honegger » (partitions libres de droits), sur l'IMSLP

## Discographie
- Arthur Honegger : les mélodies par Brigitte Balleys et Billy Eidi, Jean-François Gardeil, 2008, label Timpani ;
- The Songs of Arthur Honegger and Jacques Leguerney, Renée Lecuena (piano), Rachel Joselson (soprano), label Albany.

### Sources et références
- Harry Halbreich, Arthur Honegger, op. cit.

1. ↑  p. 47
2. 1 2  p. 352

### Autres références
1. 1 2  « NATURE MORTE - flandres-hollande », sur flandres-hollande.hautetfort.com, 3 juin 2021 (consulté le 17 juin 2024)